# Den Europæiske Ombudsmand
Den Europæiske Ombudsmand er et embede i  EU der blev oprettet med Maastricht-traktaten i 1993. Ombudsmanden undersøger klager over fejl eller forsømmelser i unionens institutioner som f.eks. Europa-Kommissionen, Rådet for Den Europæiske Union og Europa-Parlamentet. Han eller hun kan også undersøge EU's andre organer, fx Det Europæiske Miljøagentur og Det Europæiske Arbejdsmiljøagentur, mens EU-domstolens domstolsfunktioner ikke ligger inden for Ombudsmandens mandat.
Ombudsmanden foretager normalt sine undersøgelser på grundlag af klager, men kan også foretage undersøgelser på eget initiativ.
Den Europæiske Ombudsmand er siden 1. oktober 2013 den tidligere irske ombudsmand Emily O'Reilly. Hun blev udnævnt af Europa-Parlamentet 3. juli 2013 og afløste P. Nikiforos Diamandours, som besad posten siden den 1. april 2003. Parlamentet udnævnte den første Europæiske Ombudsmand i 1995, Det var den tidligere finske ombudsmand og socialdemokratiske justitsminister, Jacob Söderman.